# 守屋章成
守屋 章成（もりや あきなり）は、日本の医師、名古屋検疫所中部空港検疫所支所に所属する空港検疫医療管理官。

## 経歴
1998年に京都大学医学部を卒業して医師免許を取得し、2002年に日鋼記念病院、北海道家庭医療学センターで家庭医療研修を修了した。
医療法人メファ仁愛会マイファミリークリニック蒲郡、医療法人健友会やまと診療所などに勤務した後、2017年に名古屋検疫所中部空港検疫所支所検疫衛生課空港検疫医療管理官となった。
医療従事者へのワクチン接種に関するの啓発活動に取り組んでいる。

## 著書

### 共著
- （山本舜悟、上山伸也、池田裕美枝との共著）かぜ診療マニュアル : かぜとかぜにみえる重症疾患の見わけ方、日本医事新報社、2013年[3]（2017年に第2版）